# Elementary OS
elementary OS operacijski je sustav zasnovan na Ubuntuu. Kao grafičko korisničko sučelje koristi Pantheon koji je integriran u ostale komponente elementary OS-a kao što su dock nazvan Plank, internetski preglednik Midori i tekstualni editor Scratch. Zadani upravitelj prozorima je Gala, koji je zasnovan na Mutteru.
Ova distribucija isprva je bila set tema i aplikacija dizajniranih za Ubuntu, a kasnije je postala samostalna distribucija. Zasnovana je na Ubuntuu pa je kompatibilna i s istim repozitorijima i aplikacijama te koristi Ubuntu Software Center za instalaciju/deinstalaciju softvera. Razvijatelji uglavnom koriste programski jezik Vala i GTK+ set alata, iako se većina programa razvija u GTK+ 2.

## Povijest
Projekt Elementary započeo je kao set ikona za Ubuntu. Razvojem dodavan je različit softver kao što je:
- elementary set ikona objavljen 21. rujna 2007.
- eGTK, GTK+ tema objavljena 11. travnja 2008.[4]
- Marlin, upravitelj datoteka - dizajniran da bude lak za korištenje i jednostavan[5]
- Postler, klijent za e-poštu objavljen 6. srpnja 2010.
- Lingo (prije poznatiji kao Purple), rječnik aplikacija objavljena 24. siječnja 2011.[6]
- Dexter, softver koji služi kao adresar.[7]
- Maya, jednostavan kalendar koji se može sinkronizirati s Google Calendarom.[8]
- BeatBox, jednostavan glazbeni player i organizator.[9]
- Slingshot, pokretač aplikacija[10]
- WingPanel, zamjena za tradicionalni GNOME Panel, dizajniran kako bi bio lakši i da sadrži indikatore sustava i aplikacija kao i obavijesti.[11]
- Wallpaper, brza i vrlo lagana usluga za brzo "crtanje" pozadine.
- Switchboard, modulatorska kontrolna ploča, koju mogu proširivati ostali programeri.[12]
- Contractor, mreža koja dopušta komunikaciju i pokretanje usluga između aplikacija.[13]

Neki od tih programa i danas su se zadržali u elementary OS-u čija je prva inačica, Jupiter, izdana 31. ožujka 2011. godine.

## Inačice

### 0.1 Jupiter
Prva stabilna inačica elementary OS-a nazvana je Jupiter. Izdana je 31. ožujka 2011. godine i zasnovana je na Ubuntuu 10.10. Od listopada 2012. više nije podržana pa se više ne može preuzeti sa službenih stranica elementary OS-a.

### 0.2 Luna
Prva beta inačica elementary OS-a 0.2 Luna izdana je u studenom 2012. Zasnovana je na Ubuntuu 12.04 LTS. Druga beta izdana je 6. svibnja 2013. i uvela je više od 300 ispravaka programskih pogrešaka, poboljšane prijevode, podršku za više zaslona i ažurirane aplikacije. elementary OS 0.2 Luna izdan je 10. kolovoza 2013. zajedno s potpuno redizajniranom web-stranicom.

### 0.3 Freya
Treća stabilna inačica elementary OS-a, Isis, predstavljena je u kolovozu 2013. Predstavio ju je Daniel Foré, voditelj projekta. Kasnije je preimenovana u Freya, kako operacijski sustav ne bi bio asociran s ISIS-om, terorističkom grupom. Zasnovana je na Ubuntuu 14.04 LTS koji je izdan u travnju 2014. Prva beta Freye izdana je 11. kolovoza 2014. Druga beta izdana je 8. veljače 2015. Finalna inačica izdana je 11. travnja 2015.

### 0.4 Loki
Buduća inačica 0.4 trenutno nosi kodni naziv Loki, koji je podložan promjenama.

## Povijest inačica
Zastarjela inačica
     Starija inačica (podržana)
     Najnovija inačica
     Najnovija testna inačica
     Buduća inačica
| Inačica | Kodno ime | Datum izdavanja     | Osnova             |
| ------- | --------- | ------------------- | ------------------ |
| 0.1     | Jupiter   | 31. ožujka 2011.    | Ubuntu 10.10       |
| 0.2     | Luna      | 10. kolovoza 2013.  | Ubuntu 12.04 LTS   |
| 0.3     | Freya     | 11. travnja 2015.   | Ubuntu 14.04 LTS   |
| 0.3.1   | Freya     | 3. rujna 2015.      | Ubuntu 14.04 LTS   |
| 0.3.2   | Freya     | 9. prosinca 2015.   | Ubuntu 14.04 LTS   |
| 0.4     | Loki      | 9. rujna 2016.      | Ubuntu 16.04 LTS   |
| 0.4.1   | Loki      | 17. svibnja 2017.   | Ubuntu 16.04.2 LTS |
| 5.0     | Juno      | 16. listopada 2018. | Ubuntu 18.04 LTS   |
| 5.1     | Hera      | 3. prosinca 2019.   | Ubuntu 18.04 LTS   |
| 6.0     | Odin      | 10. kolovoza 2021.  | Ubuntu 20.04 LTS   |